# Proti meticilinu odporni Staphylococcus aureus
Proti meticilinu odporni Staphylococcus aureus (kratica MRSA, angl. methicillin-resistant Staphylococcus aureus) je vsak od sevov bakterije Staphylococcus aureus, ki je odporen na betalaktamske antibiotike (ki vključujejo peniciline in cefalosporine). Ta večkratno odporna (multirezistentna) bakterija pri človeku povzroča okužbe, ki jih je težko zdraviti.
MRSA je razvila odpornost tudi proti meticilinu, dikloksacilinu, nafcilinu in oksacilinu. Večje tveganje za razvoj okužbe je pri bolnikih v bolnišnicah, ki imajo odprte rane ali v telesu invazivne pripomočke in imajo oslabljen imunski sistem. MRSA povzroča posebej težavno bolnišnično okužbo. Z bolnika na bolnika jo lahko prenaša zdravstveno osebje, ki ne upošteva v zadostni meri zaščitnih ukrepov. Obiskovalci okuženih bolnikov morajo slediti posebnemu bolnišničnemu protokolu (uporaba rokavic, maske in halje), da bakterije ne širijo.

## Odkritje in zgodovina
Proti meticilinu odporni Staphylococcus aureus so odkrili leta 1961 v Veliki Britaniji. Prvič se je znatneje razširila leta 1981 med ameriškimi intravenskimi uživalci mamil.
Leta 1997 so poročali o 4 smrtnih primerih, vključno z otrokoma iz Minnesote in Severne Dakote. V naslednjih letih se je izkazalo, da te bolnišnične okužbe povzročajo sevi MRSA, ki se razlikujejo od drugih, starejših bakterijskih sevov, ki prav tako povzročajo bolnišnične okužbe.
V ZDA znatno narašča število okužb. Po poročilu ameriškega Centra za nadzor in preprečevanje bolezni naj bi se pojavnost okužb v ZDA leta 2005 podvojila glede na leto 1999 (iz 127.000 na 278.000 bolnikov). Število smrti na leto se je povzpelo iz 11.000 na 17.000.
Britanska organizacija Office for National Statistics je sporočila, da je bilo leta 2005 v Walesu in Angliji 1.629 smrtnih žrtev zaradi okužb s to bakterijo, kar kaže, da je smrtnost za pol manjša kot v ZDA.

## Zdravljenje
MRSA je odporna na tipične antistafilokokne betalaktamske antibiotike, kot je na primer cefaleksin. Proti MRSA, ki povzroča bolnišnične okužbe, je pogostokrat učinkovit antibiotik le vankomicin. Sevi, ki se nahajajo zunaj bolnišnic, so običajno občutljivi na širši spekter antibiotikov (kotroksazol, tetraciklini ...). Novejša zdravila, kot je linezolid (predstavnik novejše skupine oksazolidinonov), naj bi bil učinkovit proti obema vrstama sevov.